# Riolo Terme
Riolo Terme (en emilià-romanyol Riòl) és un municipi italià, situat a la regió d'Emília-Romanya i a la província de Ravenna. L'any 2010 tenia 5.815 habitants. Limita amb els municipis de Borgo Tossignano (BO), Brisighella, Casola Valsenio, Castel Bolognese, Faenza i Imola (BO).

## Administració
| Període | Identitat  | Partit         |
| ------- | ---------- | -------------- |
| 2007-   | Emma Ponzi | Centreesquerra |

## Agermanaments
- Oberasbach